# بابلو ماسون
قائد السرب بول «بابلو» ماسون (بالإنجليزية: Paul "Pablo" Mason)‏ ضابط طيار متقاعد من سلاح الجو الملكي الذي كان جزءا من السرب رقم 15 المتوجه إلى البحرين كجزء من سرب تورنادو سلاح الجو الملكي خلال حرب الخليج الثانية وكتب بعد ذلك عن تجاربه. من المعروف عن ماسون شاربه الذي يشبه مقود الدراجة وشخصيته التي تشبه الشخصية الكارتونية جيمس بيغلزورث.

## المسيرة العسكرية
انضم ميسون لسلاح الجو الملكي بعد انضمامه إلى فيلق التدريب الجوي في سن المراهقة. كان في البداية يتدرب ويتأهل لقيادة المروحيات قبل الانتقال إلى طائرات مقاتلة في السرب رقم 16 مع بانافيا تورنادو. شملت خدمته أيرلندا الشمالية وهونغ كونغ.
كان ميسون من بين 24 من أفراد طواقم سلاح الجو الملكي تورنادو المتوجه إلى المملكة العربية السعودية لعملية عاصفة الصحراء مع موجز محدد لطرق قواعد القوة الجوية العراقية عن طريق قصف المدارج. في مهمة ميسون الأولى أسقط بعثة ضوء النهار على مستوى منخفض للغاية في مطار الرميلة بقيادته لسرب يتكون من أربع طائرات تورنادو حيث اثنان من طاقمه وهما جون بيترز والملاح جون نيكول أصبحا أسيرا حرب. قاد ماسون ما مجموعه 24 طلعة تفجير في عملية عاصفة الصحراء من ضوء النهار منخفض المستوى والقصف الليلي المتوسط المستوى وفي 2 فبراير 1991 وهو أول هجوم من نوع بلاكبيرن بوكانير وتورنادو على الإطلاق باستخدام قنابل موجهة بالليزر. خلال حرب الخليج الثانية كان كثيرا ما ينظر إليه على شاشة التلفزيون التي تمثل سلاح الجو الملكي البريطاني.
بعد عودته من الخليج العربي تم إنقاذ حياة ماسون في 10 مايو 1991 عندما قفز من طائرته تورنادو جي آر 1 التي تحطمت بالقرب من لوبرستدت بألمانيا في مهمة تدريبية. عزى التحقيق الذي قام به سلاح الجو الملكي في الحادث إلى أنه السبب في تحطم الطائرة.
بعد حرب الخليج الثانية ظل في نظر الجمهور لا سيما خلال تفجيرات العراق 1998 و1999 التي انتقدها علنا وكثيرا ما وصف بأنه «نجم حرب الخليج الثانية».

## لاحقا
بعد التقاعد من سلاح الجو الملكي عاد ميسون إلى منزله في ليمينغتون سبا بوركشير حيث كتب كتابه حرب بابلو. هو وزوجته يديران فندق آدمز. في حين طار ماسون كطيار كبير لشركة ميترافيل للخطوط الجوية وهي قسم من مجموعة شركات ميترافيل للإجازات. كان ميسون مشهورا داخل شركة الطيران لروح دعابته حيث أخبر مجموعة من أصحاب العطلات «بائسة نوعا ما» الذين شكلوا آخر رحلة لموسم 1997 من مطار مانشستر إلى جزيرة كيفالونيا اليونانية «تعالوا أيها البائسون، أنتم ذاهبون في العطلات الخاصة بكم - إلى أشعة الشمس. يجب أن تبتسموا، أنتم مجموعة من البائسين». موقف ماسون نقل جيدا إلى دائرة الخطابة في حين أن معرفته له الحرفية أدى إلى انطلاقه الخوف من الطيران.
في أغسطس 2007 كان ماسون يجرب طائرة إيرباص إيه 320 التابعة لشركة ميترافيل في رحلة خاصة من فنلندا إلى مانشستر حيث كان لاعبو إداريو فريق بلاكبيرن روفرز عائدين بعد فوزهم 1-0 في كأس الاتحاد الاوروبي على فريق ميبا. كان الويلزي الدولي روبي سافاج خائف من الطيران وسأل عما إذا كان يمكن أن يرى قمرة القيادة وقد وافق ماسون. منذ أحداث 11 سبتمبر 2001 ازداد الأمن على الرحلات الجوية التجارية سواء قبل السفر أو أثناء الطيران. اعتبرت ميترافيل أن ماسون قد كسر هذه القواعد وعرض سلامة الرحلة للخطر. على الرغم من أن سافاج قد كتب إلى الشركة ليدعم موقف ماسون وقد كتب نادي بلاكبيرن روفرز أيضا ليدعمه في 8 أكتوبر 2007 ولكن شركة ميفترافل رفضت رسالتيب الدعم لماسون لسوء السلوك الجسيم. اعترف ماسون بالالتفات على القواعد لكنه نفى وضع الطائرة في خطر: «نعم أنا كسرت قاعدة والقاعدة ليست صارمة تماما لرحلة خاصة وهذا كان كل شخص على متن الطائرة يعرفون بعضهم البعض وأعتقد أن سافاج قد هدأ في باقي الرحلة». صرح ماسون أنه سوف يستأنف الطرد ولكن ميترافيل رفضت إلغاء قرارها.
خسر ماسون قضيته أمام توماس كوك (ماي ترافيل) في مارس 2009 ولم يحصل على تعويض من الشركة.
في عام 2014 بدأ العمل في الطيران المحاكاة ميدلاندز بالقرب من مطار كوفنتري حيث يوجه أفراد الجمهور على محاكاة طائرتي 737 و747.

## الظهور في الإعلام
ماسون مساهم منتظم في حفل جوائز البودكاست للطيران حيث يظهر في فقرة دقيقة مع ماسون.

## المؤلفات
- ماسون، بابلو - حرب بابلو - بلومزبوري للنشر، 12 أغسطس 1992، (ردمك 0-7475-1234-5)
- ماسون، بابلو وبارتليت، كيم - سفريات بابلو - ليتل، براون، 1 فبراير 1996، (ردمك 978-0-316-91400-0)